# Pietro Martorana
Pietro Martorana (Nicosia, 1700 – Palermo, 1759) è stato un pittore italiano, esponente del classico tardo barocco in Sicilia.

## Biografia
Pietro Martorana membro di una famiglia di artisti da Palermo, è uno dei rappresentanti della pittura classico tardo barocca in Sicilia. Fu forse a bottega da Antonino Grano e Filippo Randazzo da Nicosia. Stilisticamente  si forma con Gaspare Serenari, aveva goduto della formazione nel laboratorio di pittura di Sebastiano Conca a Roma. Martorana fu autore di diversi affreschi a Palermo nelle chiese di Santa Rosalia, Santa Chiara e San Carlo. Insieme a Olivio Sozzi, anche lui studente di Conca, ha decorato il Palazzo di Palermo di Michele Gravina Branciforte, Principe di Butera.
Decorò anche Palazzo Tarallo di Ferla, allora dimora dei Cottone di Altamira. 
Suo figlio Gioacchino divenne anch'esso un pittore di fama in particolare per la nobilità. Fu suocero e collaboratore del pittore romano Gaspare Fumagalli.

## Opere
- 1779 c., Ciclo, dipinti, opere presenti nella chiesa di Santa Maria della Purificazione di Palermo.
- Veduta di Messina, Reggia di Caserta;
- Veduta di Palermo, Reggia di Caserta;
- Palazzo Tarallo di Ferla, Palermo;
- Palazzo Bongiorno a Gangi;
- Villa Pantelleria;
- Villa Resuttano;